# Лучињана (Лука)
Лучињана је насеље у Италији у округу Лука, региону Тоскана.
Према процени из 2011. у насељу је живело 148 становника. Насеље се налази на надморској висини од 448 м.